# Marga Mulya (Penarik)
Marga Mulya is een bestuurslaag in het regentschap Muko-Muko van de provincie Bengkulu, Indonesië. Marga Mulya telt 931 inwoners (volkstelling 2010).